# Steinhausen (Svizzera)
Steinhausen (toponimo tedesco) è un comune svizzero di 9 735 abitanti del Canton Zugo.

## Monumenti e luoghi d'interesse

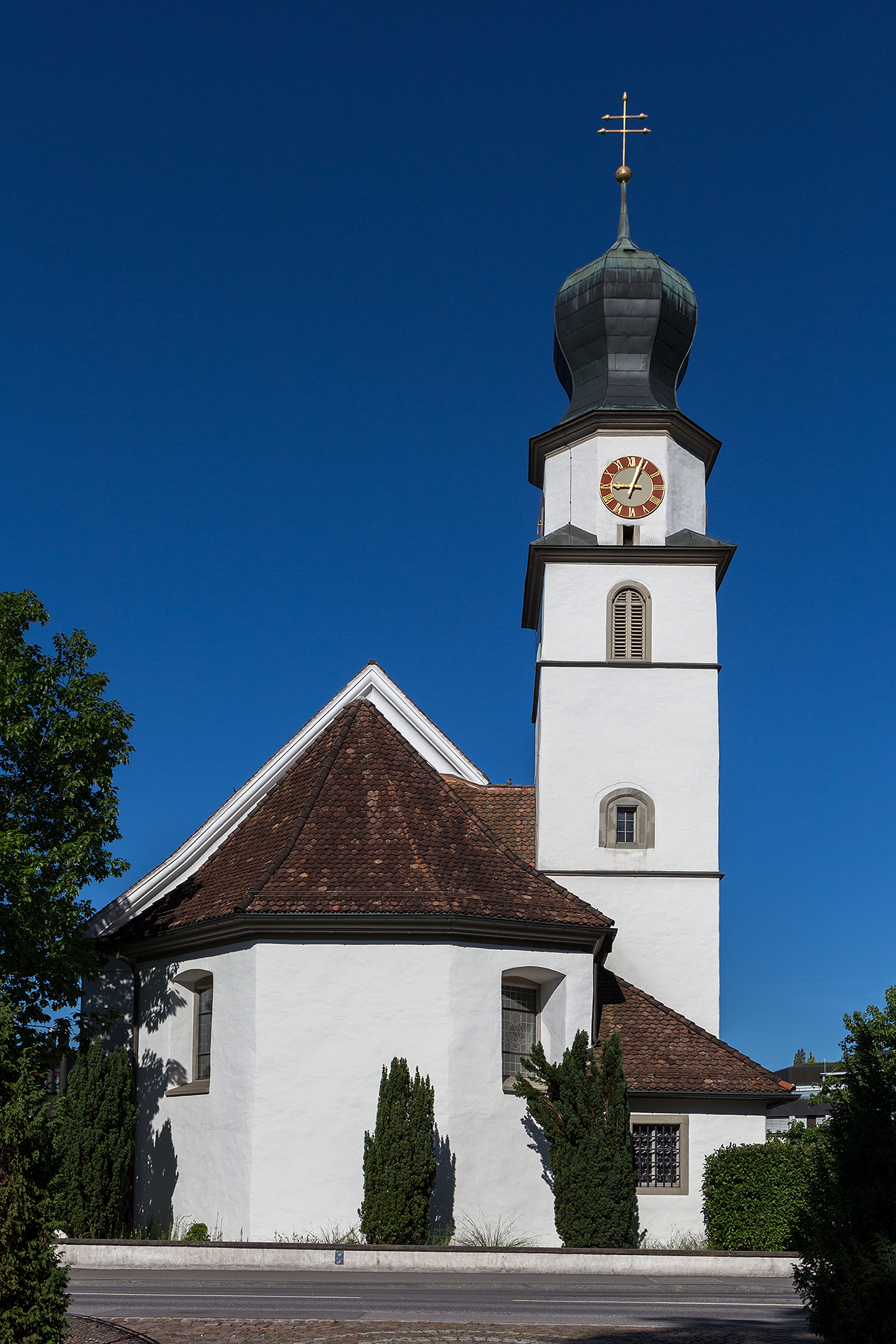
La chiesa di San Matteo

- Chiesa cattolica di San Matteo, attestata dal 1173[1].

## Società

### Evoluzione demografica
L'evoluzione demografica è riportata nella seguente tabella:
Abitanti censiti

## Infrastrutture e trasporti

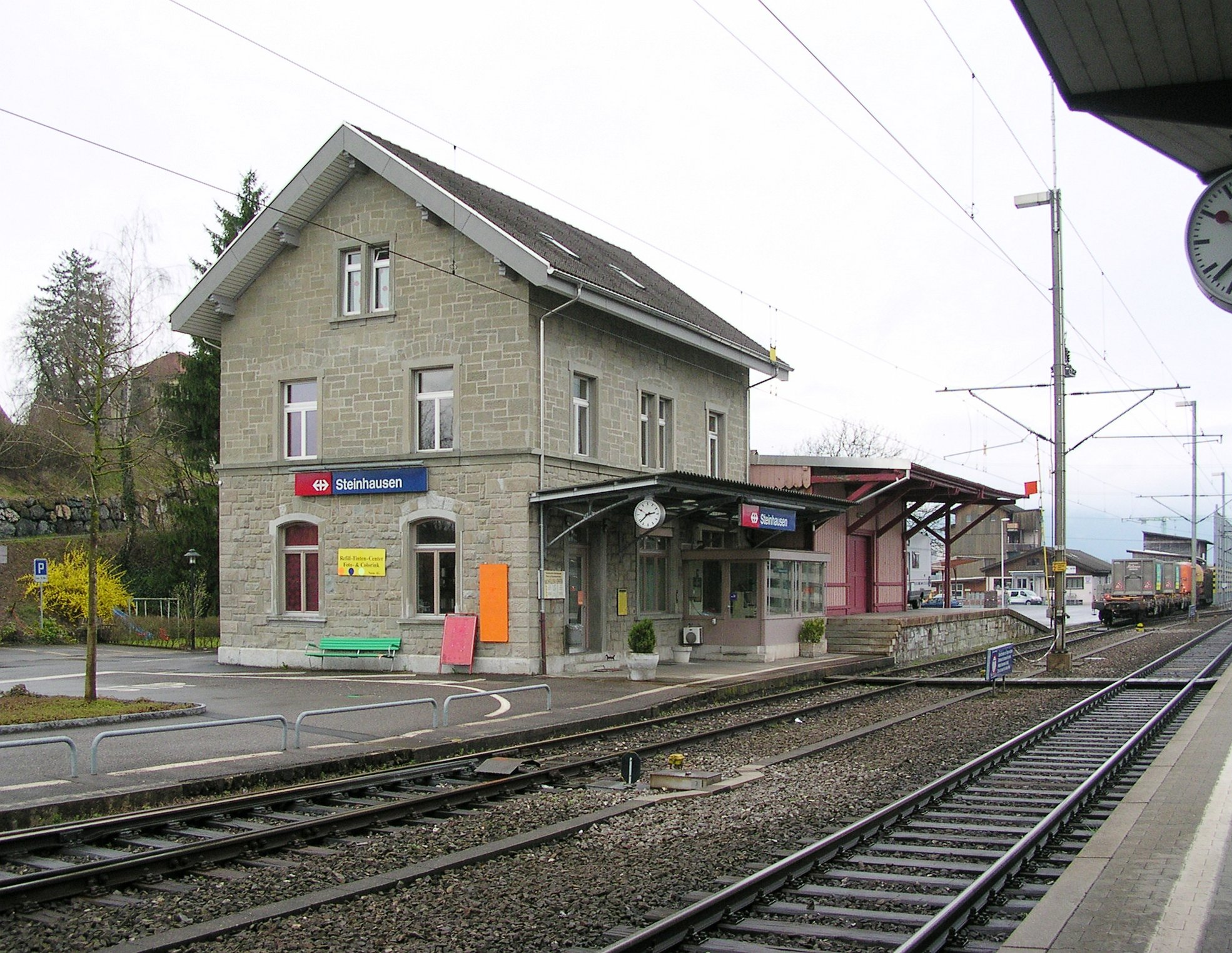
La stazione di Steinhausen

Steinhausen è servito dall'omonima stazione sulla ferrovia Zurigo-Zugo.

## Amministrazione
Ogni famiglia originaria del luogo fa parte del cosiddetto comune patriziale e ha la responsabilità della manutenzione di ogni bene ricadente all'interno dei confini del comune.